# Viva Zwei

Pierwsze logo VIVY Zwei

Viva Zwei – nadająca w latach 1995–2002 z Kolonii muzyczna stacja telewizyjna, skierowaną początkowo do widzów po 30. roku życia. Dnia 7 września 1998 roku kanał zmienił swój profil i zaczął nadawać muzykę alternatywną.
Rozpoczęła nadawanie 21 marca 1995 roku. 1 stycznia 2002 roku przerwano nadawanie; w okresie 1-7 stycznia stacja pokazywała jedynie teledyski przerywane reklamami, by 7 stycznia o godzinie 13 zostać zastąpiona przez pasmo rozpoczynającej nadawanie VIVY Plus.
Likwidacja stacji była podyktowana względami finansowymi; działalność stacji wiązała się między innymi ze stratami rzędu 8 milionów marek niemieckich w roku 1999. W roku 2001 kanał stawał się coraz bardziej popularny, jednakże jego główny właściciel (w tamtym czasie) Time Warner Company tracił pieniądze. Pomimo wzrostu popularności, a także stopniowego przynoszenia zysków, Viva Zwei nie generowała wystarczającej ilości funduszy, aby pozostać na wizji. Tak więc w połowie lata 2001 roku ogłoszono, iż Viva Zwei zostanie zlikwidowana.
Po likwidacji część programów Vivy Zwei została przeniesiona do ramówki Vivy (m.in. Fast Forward, Electronic Beats) i Vivy Plus (Twelve, Overdrive). Fast Forward, Twelve oraz Overdrive zostały zdjęte z anteny na początku 2005 roku z powodu wykupienia przez MTV Networks większości udziałów Viva Corporation Agillity. Ostatnim normalnym dniem nadawania był 20 grudnia 2001.
Zaprzestanie nadawania przez VIVĘ Zwei wywołało falę protestów, powstały strony internetowe z apelem powrotu do nadawania, a na ulicach Kilonii urządzono demonstrację.

## Stałe programy w VIVIE Zwei
- 2Dark
- 2New (prezentował nowe teledyski, od 1998)
- 2Rock (teledyski zespołów rockowych i metalowych. Gospodarzami byli Tanja Mairhofer, Nils Neumann i Markus Kavka)
- 2Rock Charts (lista najpopularniejszych rockowych/metalowych utworów wybieranych przez widzów drogą poczty tradycyjnej bądź elektronicznej)
- 2Step (program z formatem muzyki elektronicznej, do którego widzowie przesyłali własne teledyski z podkładem swoich ulubionych wykonawców)
- 90's Backspin (playlista składająca się wyłącznie z teledysków z lat 90.)
- A. M.
- Airplay Charts
- Blue
- Connex
- Das War
- Deep
- Downtown
- D-Tonal
- Electronic Beats (program poświęcony muzyce elektronicznej, prowadzącym był Ill-Young Kim)
- F. M.
- Fast Forward (prezenterka: Charlotte Grace Roche)
- Geschmackssache
- H. (wideografia jednego wykonawcy)
- Jam
- Kamikaze (Program satyryczny. Prezenter: Niels Ruf)
- LP Charts
- Massiv
- Minh-Khai & Friends
- Moon (teledyski nadawane bez przerwy od godziny 24 do 1 w nocy)
- Move
- Neuigkeiten (wiadomości muzyczne, prowadzone przez Rocco Clein)
- Noon (teledyski nadawane bez przerwy od 12 do 13)
- Overdrive (występy na żywo)
- P. M.
- Pop (program poświęcony tematyce ambitniejszego popu, prezentowano tutaj między innymi takie zespoły jak: Depeche Mode, Heather Nova czy The Rolling Stones)
- Popp TV
- PVG
- Red (teledyski z tematyką erotyczną)
- Shockwave
- Sleepless
- Sneak Preview (premierowy teledysk nadawany po Neuigkeiten)
- Soja
- Soja-X-Tra
- Sunny Side Up (poranny format muzyczny z wyświetloną godziną na ekranie)
- Supreme (program poświęcony muzyce hip-hopowej. Prowadzącym był Falk)
- The Flow
- Trendspotting
- Twelve (12 teledysków powiązanych tematycznie)
- UK Charts
- UK/US Charts
- US Charts
- Vinyl
- Vinyl-X-Tra
- Virus (program poświęcony najostrzejszym odmianom muzyki gitarowej. Grano tu wszelkie odmiany metalu czy hardcore)
- Wah² (program poświęcony muzyce awangardowej)
- Zelluloid
- Zone 2
- Zwei
- Zwobot (program satyryczny z mupetami Vivy Zwei w roli głównej)

## Prezenterzy
- Götz Bühler
- Rocco Clein
- Dirk Dresselhaus (alias Schneider TM)
- Katja Giglinger
- Simon Gosejohann
- Markus Kavka
- Ill-Young Kim
- Tanja Mairhofer
- Markus Meske
- Nils Neumann
- Minh-Khai Phan-Thi
- Charlotte Grace Roche
- Niels Ruf
- Falk Schacht
- Patrick Sommer
- Herbert
- Zwobot